# جان پریچارد
جان پریچارد (انگلیسی: John Pritchard; ۳۰ نوامبر ۱۹۵۷ – ) قایقران روئینگ اهل بریتانیا بود.
وی در مسابقات کشوری و بین‌المللی در مجموع برندهٔ ۲ مدال نقره شده‌است.